# Trigon (Band, Deutschland)
Trigon ist eine deutsche Jam-Rock- beziehungsweise Progressive-Rock-Band aus Karlsruhe, die ausschließlich instrumentale Musik macht.

## Bandgeschichte
Gegründet wurde Trigon 1989 in Karlsruhe von den Brüdern Rainer und Stefan Lange, nachdem der Vorläuferband immer wieder die Sänger ausgingen. Mit Ralf Wochele am Schlagzeug (später bei Fool’s Garden) wurde 1990 die erste CD Nova eingespielt. Auf Wochele folgte am Schlagzeug Thomas Zimmer („Purple Haze“, „Paule Popstar and the burning Elephants“), danach Kirk Erickson („Sneak Preview“), später Daniel Beckmann („Reflecting Hate“, „Ishni“, „Downgrade“, „Out of Kilter“). 2000 wurde die zweite Studio-CD Beschränkte Haftung eingespielt, mit drei Schlagzeugern. Die Band tourte in den Niederlanden und spielte erstmals auf größeren Festivals. Seitdem wurde die Position am Schlagzeug mehrfach neu besetzt. Der aktuelle Schlagzeuger ist Rudi Metzler.
Die Band ist häufiger Gast auf diversen Festivals, national zum Beispiel auf dem renommierten Art-Rock-Festival, der ProgParade, mehrfach auf dem Burg-Herzberg-Festival und der Zappanale. International war sie unter anderem beim Baja Prog Festival in Mexicali (Baja California, México) und beim Festival Crescendo bei Bordeaux in Frankreich. 2005 begleitete sie Nektar auf ihrer Europatournee.

## Veröffentlichungen

### CDs

#### Studioalben
- Nova (1990)
- Beschränkte Haftung (2000)
- Continuum (2004)
- Emergent (2005)

Mastering: Eroc
- 2011 (2011)

Mixing & Mastering: Eroc
- 30 Jahre Traumzeit (2018)
- Cosmic Kraut Jam (2024)

#### Livealben
- Burg Herzberg Festival 2002 (2002)
- Herzberg 2004 (2004)

### DVDs
- Live 2007 (2007)

## Sonstige Erscheinungsformen

### Filmmusik
- Sonderfahrt (August 2004)

„Bergfilm“ der TU Ilmenau
- Hunting Dragonflies (17. Juni 2005)

von Crimson Chain Productions

### Sampler / Remixes
- 23rd Peter - Trigonometrie (Februar 2004)

23rd Peter zerhackt Trigon
„Based on samples from german prog rock band TRIGON, 23rd Peter gives weird lessons in electronic alchemy.“
- Portals. Movements. Structures III (Juli 2004)

CD-Set zusammengestellt von Lew Fisher von der Progressive Music Society.
- assorted [progrock-dt] related music vol. 1 (November 2004)

Anlässlich der ProgParade V zusammengestellter Sampler, der einige in der [progrock-dt] vertretenen Bands auf einem Tonträger versammelt.
- eclipsed - Music From Time And Space Vol. 14 (2005)
- CRESCENDO Festival De Rock Progressive Live 2005 Et 2006 (2007)

DVD mit Auszügen einiger Konzerte der Jahre 2005 und 2006
- Zappanale18 Retrospective (2008)

DVD und CD mit Auszügen einiger Konzerte bei der Zappanale18 2007.
- eclipsed - The Art Of Sysyphus Vol. 62 (2011)
- ProgSphere’s Progstravaganza Compilation of Awesomeness – Part 9 (16. Februar 2012)
- CD zum eclipsed-Buch ROCK - Das Gesamtwerk der größten Rock-Acts (6. April 2013)
- Progstravaganza I-IX (14. Juni 2013)

### Spiele
- CA_DMOilrig - The Oilrig, featuring „Trigon“ (2001)

Als Mitglied von Chaotic Dreams und als ehemaliges Mitglied von Trigon ist es natürlich unerlässlich, dass in einer von Kirks Quake III Arena-Maps ein Trigontitel („Dekadenz und Korruption“) auftaucht.